# Anomaluridae
Anomaluridae é uma família de roedores endêmica da África.

## Classificação
- Família Anomaluridae Gervais, 1849
  - Subfamília Anomalurinae Gervais, 1849
    - Gênero Anomalurus Waterhouse, 1843
      - Anomalurus beecrofti Fraser, 1853
      - Anomalurus derbianus (Gray, 1842)
      - Anomalurus pelii (Schlegel e Müller, 1845)
      - Anomalurus pusillus Thomas, 1887

  - Subfamília Zenkerellinae Matschie, 1898
    - Gênero Idiurus Matschie, 1894
      - Idiurus macrotis Miller, 1898
      - Idiurus zenkeri Matschie, 1894

    - Gênero Zenkerella Matschie, 1898
      - Zenkerella insignis Matschie, 1898